# Lienhart Astl
Lienhart Astl (auch Leonhard/Leonhart bzw. Astel; * 2. Hälfte des 15. Jahrhunderts; † vermutlich nach 1523) war ein urkundlich nicht nachweisbarer Bildschnitzer und Fassmaler der Spätgotik.
Er leitete vermutlich zwischen 1505 und 1523 eine Werkstatt in Gmunden und wurde zum Synonym für eine Gruppe stilistisch zusammengehöriger Werke in Oberösterreich und der Steiermark. Sein Name findet sich am Marienaltar der Pfarrkirche Hallstatt.

## Werke
Zu Astls bedeutendsten Werken zählen:
Oberösterreich
- Pfarrkirche Gampern: Flügelaltar, entstanden um 1490 bis 1500. Eine Inschrift-Tafel auf der Rückseite nennt die Jahreszahl 1507.
- Pfarrkirche Hallstatt: Hallstätter Marienaltar, signiert, 1510 bis 1520.

Steiermark
- Pfarrkirche Gröbming: Apostelaltar, entstanden um 1520.
- Pfarrkirche Pürgg: Figur Anna Selbdritt, um 1520.
- Filialkirche Alt-Rottenmann: Flügelaltar, um 1520.

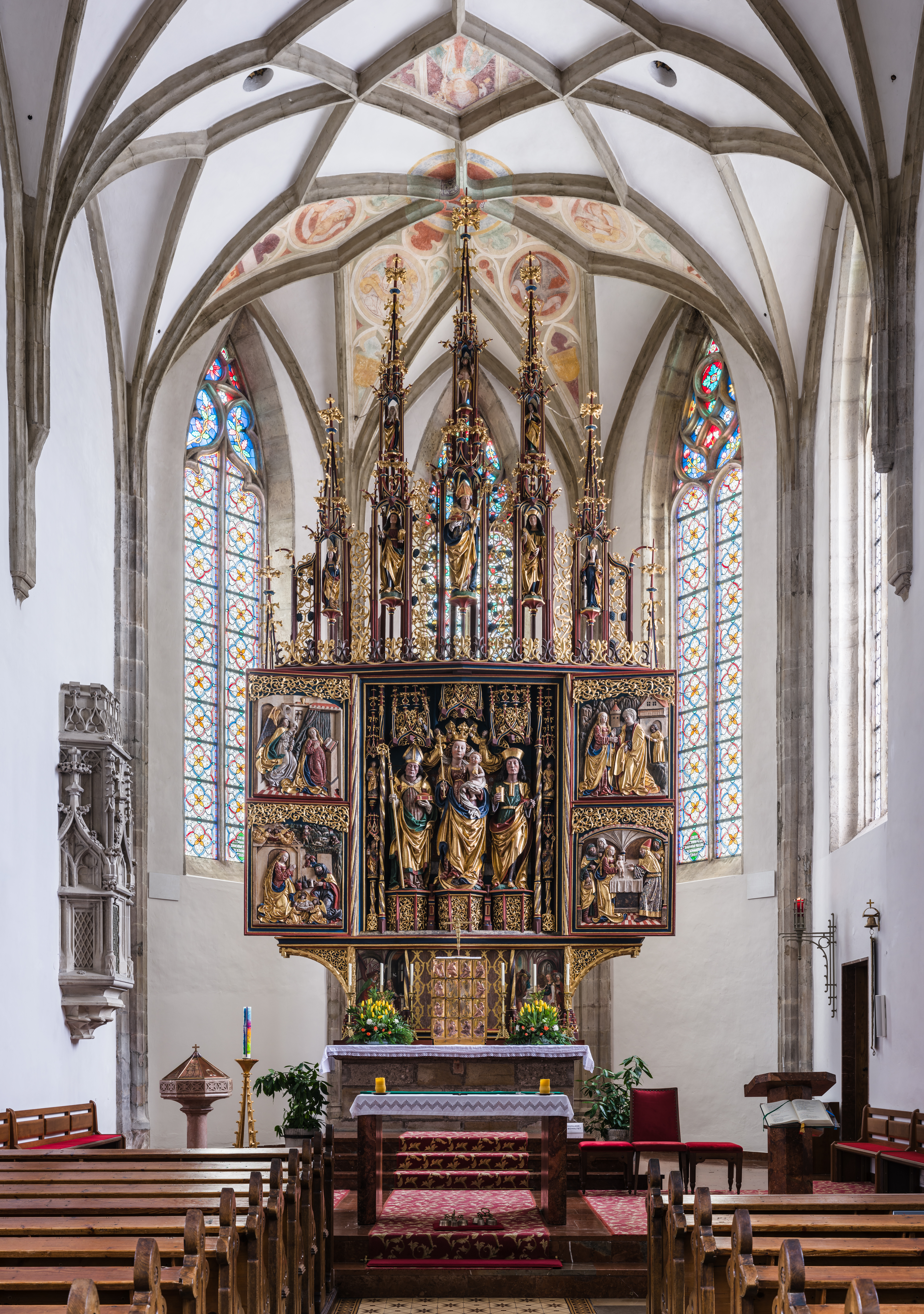
Flügelaltar Gampern
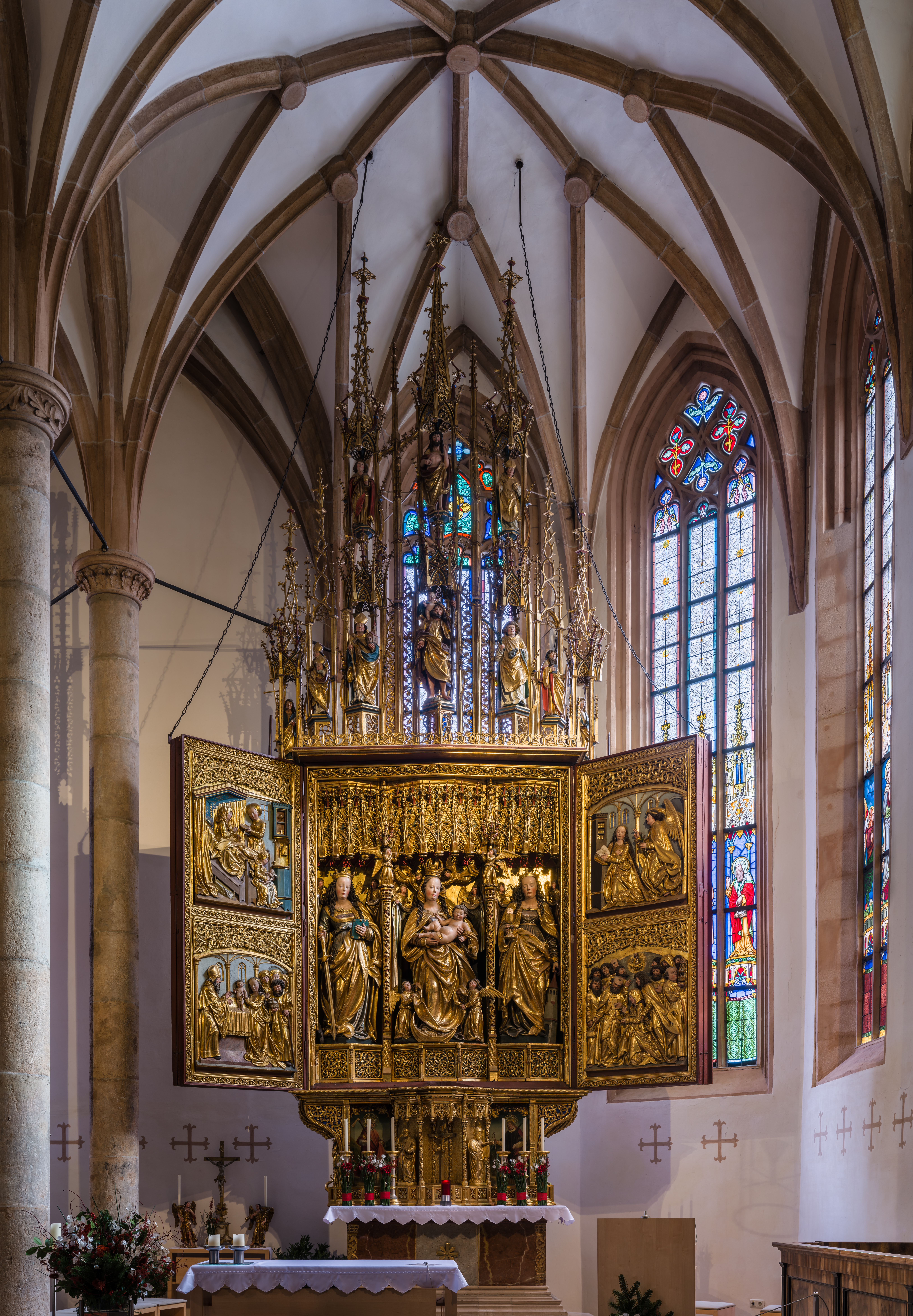
Marienaltar Hallstatt
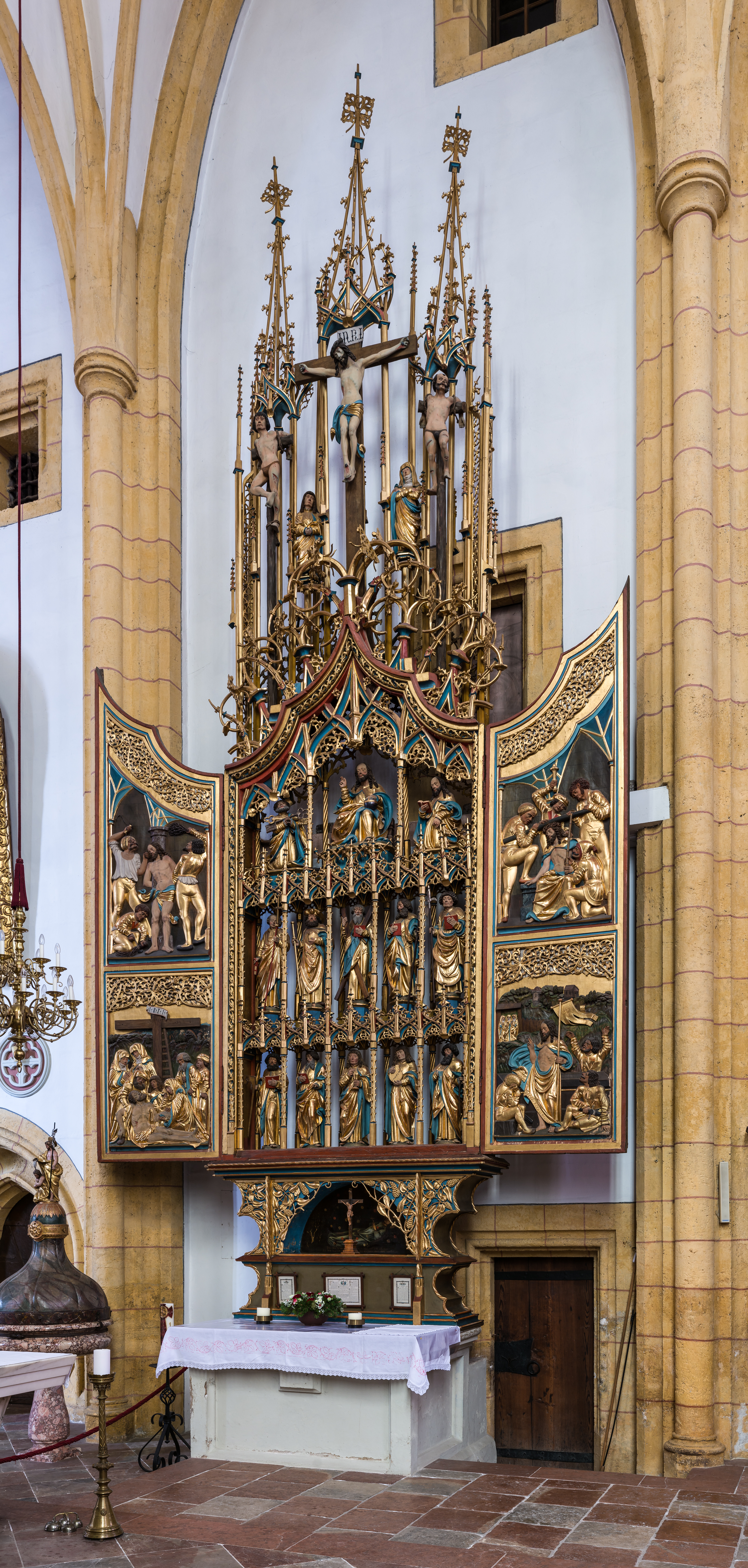
Apostelaltar Gröbming
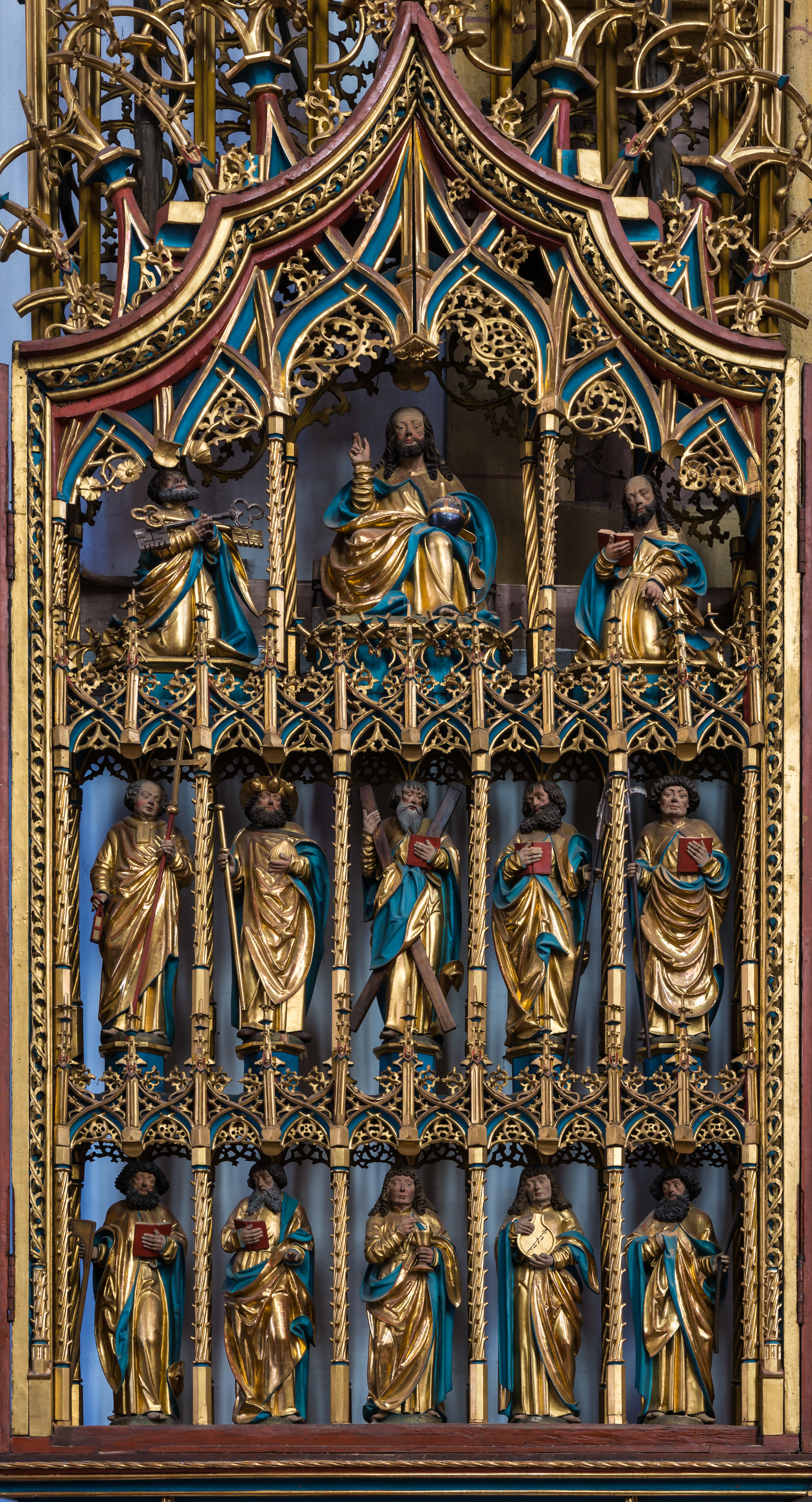
Apostelaltar Gröbming